# Paley Street
Paley Street – osada w Anglii, w hrabstwie ceremonialnym Berkshire, w dystrykcie (unitary authority) Windsor and Maidenhead. Leży 16 km na wschód od centrum miasta Reading i 44 km na zachód od centrum Londynu.